# Tennistoernooi van Moskou 1999
|                                           |  |                                           |
| Nathalie Tauziat, winnares bij de vrouwen |  | Jevgeni Kafelnikov, winnaar bij de mannen |

Het tennistoernooi van Moskou van 1999 werd in oktober en november 1999 gespeeld op de overdekte tapijtbanen van het oude Olympisch stadion Olimpijskij in de Russische hoofdstad Moskou. De officiële naam van het toernooi was Kremlin Cup.
Het toernooi bestond uit twee delen:
- WTA-toernooi van Moskou 1999, het toernooi voor de vrouwen (18–24 oktober)
- ATP-toernooi van Moskou 1999, het toernooi voor de mannen (8–14 november)

ATP-toernooi van Moskou – WTA-toernooi van Moskou

1996 · 1997 · 1998 · 1999 · 2000 · 2001 · 2002 · 2003 · 2004 · 2005 · 2006 · 2007 · 2008 · 2009 · 2010 · 2011 · 2012 · 2013 · 2014 · 2015 · 2016 · 2017 · 2018 · 2019 · 2020 · 2021